# 전자 프로그램 안내

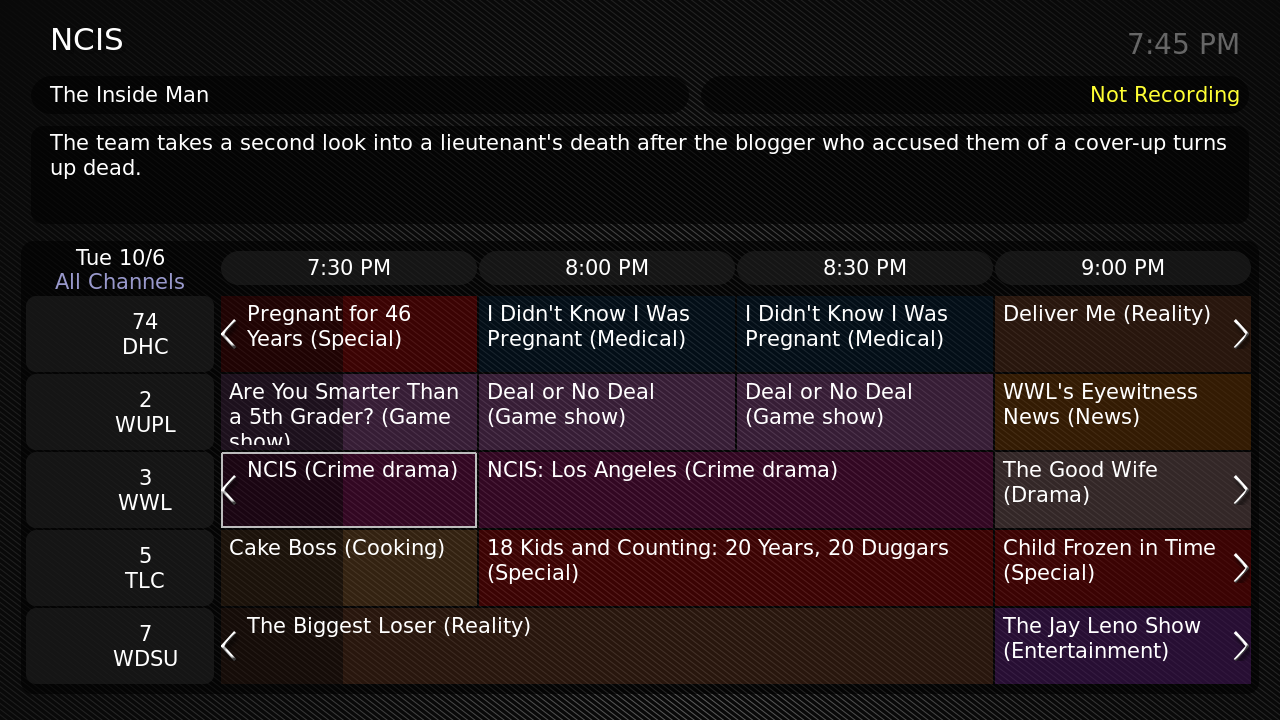
MythTV의 전자 프로그램 안내 인터페이스

전자 프로그램 안내(영어: Electronic Program Guide 일레트로닉 프로그램 가이드[*] 또는 영어: Interactive Program Guide 인터랙티브 프로그램 가이드[*])는 텔레비전 방송 프로그램의 편성표를 텔레비전 화면 상에 표시하는 것으로, 텔레비전을 시청하는 사람은 이 편성표를 통해 원하는 프로그램을 선택하거나 시간, 제목, 채널, 장르 등의 기준을 통해 원하는 프로그램을 검색할 수 있는 서비스를 말한다.
EPG는 디지털 텔레비전에서 주로 사용되고 있으나, 아날로그 텔레비전에서도 수직 귀선 기간을 이용한 유사한 서비스를 제공하고 있다.

## 역사
1981년, 유나이티드 비디오 세틀라이트 그룹은 북아메리카에서 최초의 전자 프로그램 안내 서비스를 시작했는데, 전자 프로그램 가이드라는 이름의 케이블 채널이었다. 미국과 캐나다의 케이블 시스템들이 전용 케이블 채널에서 하루 24시간 구독자들에게 화면 상의 목록을 제공할 수 있게 하였다. 대한민국에서는 PC통신, 인터넷 상용화 이후로, 일부 케이블TV 수신기, 스카이라이프, IPTV 등의 텔레비전 제품 기종으로 전자 프로그램 가이드 서비스를 사용한다.

## 같이 보기
- 디지털 비디오 레코더
- 문자 다중 방송
- 주문형 비디오
- MythTV